# 马克·斯皮茨

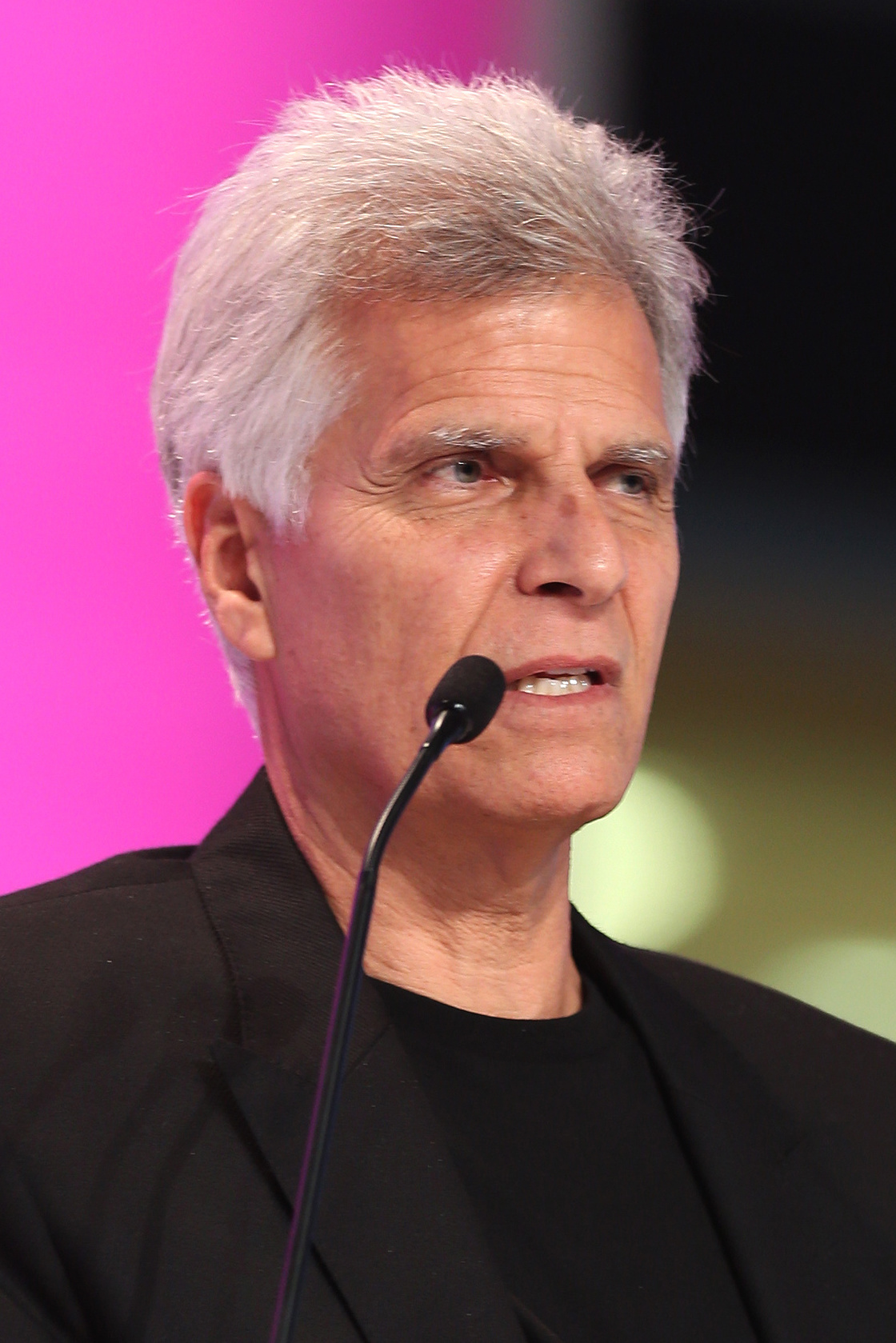
2012年的馬克·斯皮茨

馬克·安德魯·斯皮茨（英語：Mark Andrew Spitz，1950年2月10日—），生于美国加利福尼亚州，犹太人，美国前男子游泳运动员，世界体育史上最优秀的美国传奇之一，游泳史上最偉大的選手，曾单届奥运会横扫7块金牌且全破當時世界紀錄，至今为止，斯皮茨仍是奧運會史上唯一一位同時参加的任何一项个人项目中都奪得金牌並全部都打破世界紀錄的運動員。
他在1972年夏季奥林匹克运动会上一举夺取7枚金牌，成为单届奥运会上获得最多金牌的运动员，直到2008年夏季奥林匹克运动会这世界纪录才被迈克尔·菲尔普斯的8面金牌超越。在1965年至1972年間，斯皮茨在奧林匹克運動會中奪得9面金牌、1面銀牌與1面銅牌，在泛美運動會中奪得5面金牌，獲得8次美國大學體育協會冠軍，並且打破了33次世界紀錄。

## 運動員生涯

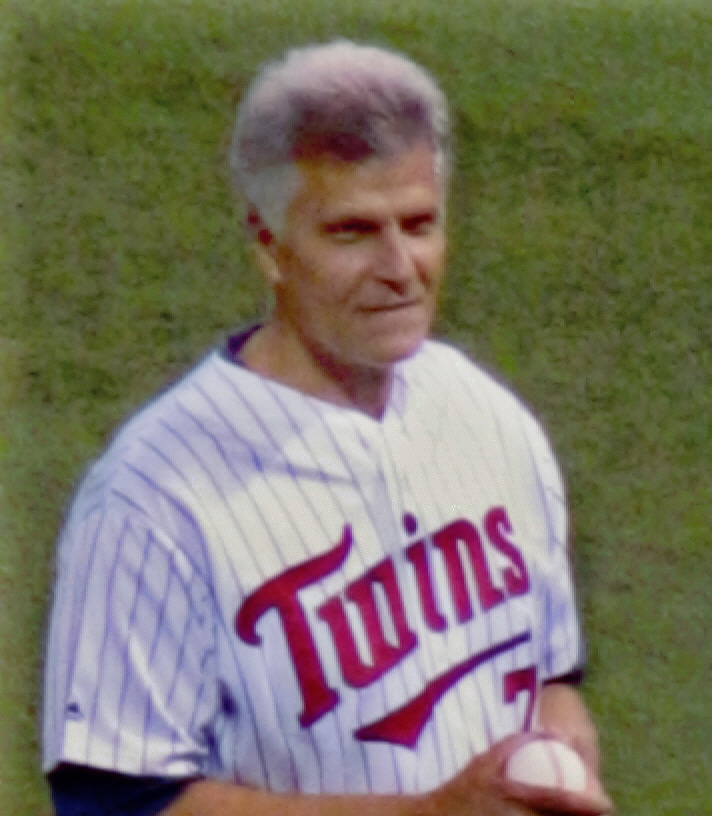
馬克·安德魯·斯皮茨

馬克·安德魯·斯皮茨出生在加利福尼亞州的莫德斯托。當他兩歲大時，全家遷居到夏威夷，他就在這裡學習游泳。當斯皮茨6歲時，全家返回了沙加緬度，他開始在當地的游泳俱樂部開始參加競賽。在斯皮茨9歲時，他在沙加緬度的雅頓希爾游泳俱樂部接受Sherm Chavoor的訓練，除了斯皮茨以外，他也曾經指導過6位其他的奧運獎牌得主。
斯皮茨在10歲初時繼續展現出驚人的天份，當時保持了17項美國紀錄與1項世界紀錄。在14歲時，斯皮茨全家搬遷到聖塔克拉拉，所以他可以在聖塔克拉拉游泳俱樂部接受喬治·漢斯（George Haines）的訓練。斯皮茨在16歲時贏得美國業餘體育聯盟100公尺蝶泳的冠軍，這是他24個美國業餘體育聯盟的冠軍中的其中一個。

### 泛美運動會
斯皮茨在1967年於的溫尼伯舉辦的泛美運動會中奪得5面金牌，創下賽會紀錄。不過在2007年第15屆泛美運動會中，巴西的游泳選手（Thiago Pereira）於里約熱內盧奪得6面金牌，打破這項紀錄。

### 奧運
作為一位打破10次世界紀錄的運動員，斯皮茨在1968年墨西哥城奥运会時宣布他將奪得6面金牌。不過最後斯皮茨只在4x100公尺自由式與4x200公尺自由式接力這兩個項目獲得金牌，他另外在100公尺蝶式及100公尺自由式分別奪得銀牌與銅牌。  
因為對他在1968年奧運上的表現感到失望，所以斯皮茨進入印地安那大學接受傳奇教練詹姆斯·康西爾曼（James Counsilman）的訓練。1968年至1972年間，斯皮茨是印地安那大學的預備牙醫生，也是Phi Kappa Psi兄弟會的成員，並奪得8個NCAA的冠軍。
斯皮茨在1971年以美國頂尖業餘運動員的身分獲得詹姆斯·E·蘇利文獎。他也分別在1969年、1971年與1972年被提名年度世界游泳選手。
在1972年慕尼黑奧運中，斯皮茨再次宣告他将力争6面金牌。這次斯皮茨不但實現目標，而且超额完成，共奪得7面金牌。這項紀錄直到36年後才由菲尔普斯於2008北京奧運中以8面金牌打被。斯皮茨分別在100米自由泳、200米自由泳、100米蝶泳、200米蝶泳、4x100米自由泳接力、4x100米混合接力與4x200米自由泳接力奪得金牌，並且在這7個項目都打破世界紀錄。

### 馬加比運動會
斯皮茨在1965年參加馬加比運動會（Maccabiah Games），這是他第一次參加國際性的競賽。當時斯皮茨為15歲，後來他贏得4枚金牌，並被稱為最出色的運動員。
在結束墨西哥奧運會後，斯皮茨再度參加1969年的馬加比運動會，這次他贏得6枚金牌，再度成為最出色的運動員。
斯皮茨後來在1985年馬加比運動會中與3名在慕尼黑奧運中喪生的以色列運動員的小孩，並手持火炬來參加開幕式。
斯皮茨於2005年獲選為第17屆馬加比運動會的美國代表團的掌旗人。

## 退休
雖然只有22歲，斯皮茨在慕尼黑奧運結束後退休。他的經紀人試圖在斯皮茨仍然受到歡迎的時候讓他進入演藝界。
在1973至1974年間，斯皮茨出現在約翰尼·卡森主持的《約翰尼·卡森今夜秀》與電視節目《The Sonny & Cher Comedy Hour》、《Emergency!》中。不過因為斯皮茨對於攝影機感到不舒服，所以他很快的結束進入演藝界短暫的嘗試。
因為電影製作人鮑德·葛林斯班（Bud Greenspan）將支付斯皮茨1,000,000美元，如果他成功取得參加1992年巴塞隆納奧運資格。所以當時41歲的斯皮茨試圖再度重回奧運，不過最後他還是沒有達成這個目標。
美國游泳選手，也是奧運2度金牌得主阿曼達·比爾德（Amanda Beard）於2007年11月8日第一次出現電視廣告中，而馬克·斯皮茨也在這部廣告中客串演出。

## 其他
馬克·斯皮茨在1999年被ESPN的《SportsCentury》選為20世紀最偉大的50位美國運動員之一，名列在第33位，也是名單中唯一一位游泳選手。

## 外部連結
- Official Website
- Spitz U.S. Olympic Team bio （页面存档备份，存于）
- Mark Spitz ESPN Classic biography （页面存档备份，存于）
- 马克·斯皮茨在互联网电影资料库（IMDb）上的資料（英文）

| 紀錄               | 紀錄                                                               | 紀錄                 |
| ------------------ | ------------------------------------------------------------------ | -------------------- |
| 前任： 迈克尔·温登 | 男子100米自由泳世界纪录保持者（長池） 1970年8月23日至1975年6月21日 | 繼任： 吉姆·蒙哥马利 |